# Kongres Narodowy (Argentyna)

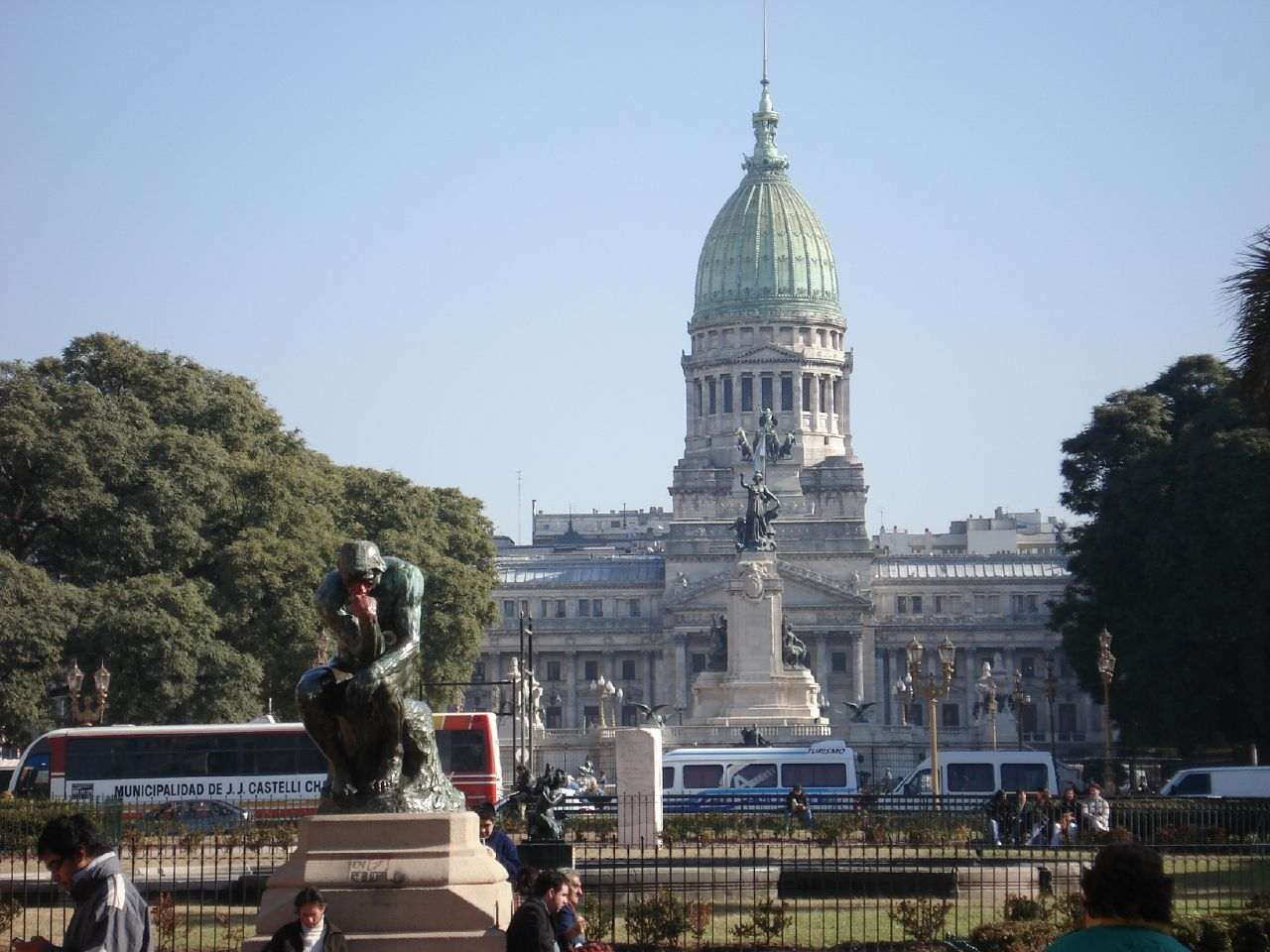
Budynek parlamentu

Kongres Narodowy jest to bikameralny parlament Argentyny pełniący władze ustawodawczą w tym kraju. Siedziba parlamentu mieści się w stolicy kraju, Buenos Aires na ulicy Avenida de Mayo. Parlament składa się z dwóch izb którymi są Izba Deputowanych posiadająca 257 miejsc oraz Senat posiadający 72 miejsca. Budynek parlamentu powstał w latach 1898–1906 i został zaprojektowany przez włoskiego architekta Vittorio Meano. Część frontowa parlamentu jest usytuowana na placu dwóch kongresów (Plaza de los Dos Congresos). Plac ten jest bardzo popularnym miejscem odwiedzanym przez turystów.